# Castello Mediceo (Bussi sul Tirino)
Das Castello Mediceo ist eine Höhenburg in der  italienischen Gemeinde Bussi sul Tirino in der Provinz Pescara. Das nach und nach in einen Palast umgebaute Gebäude ist zusammen mit der Kirche Santa Maria Cartignano die wichtigste Sehenswürdigkeit.

## Geschichte

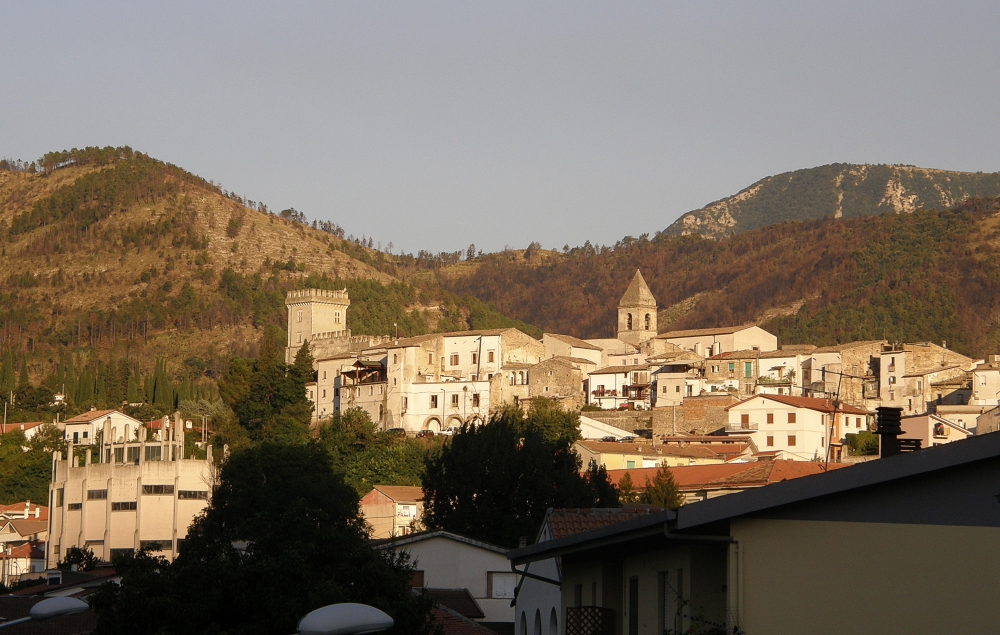
Blick auf Bussi sul Tirino: Links der Turm der Burg und rechts der Glockenturm der Pfarrkirche

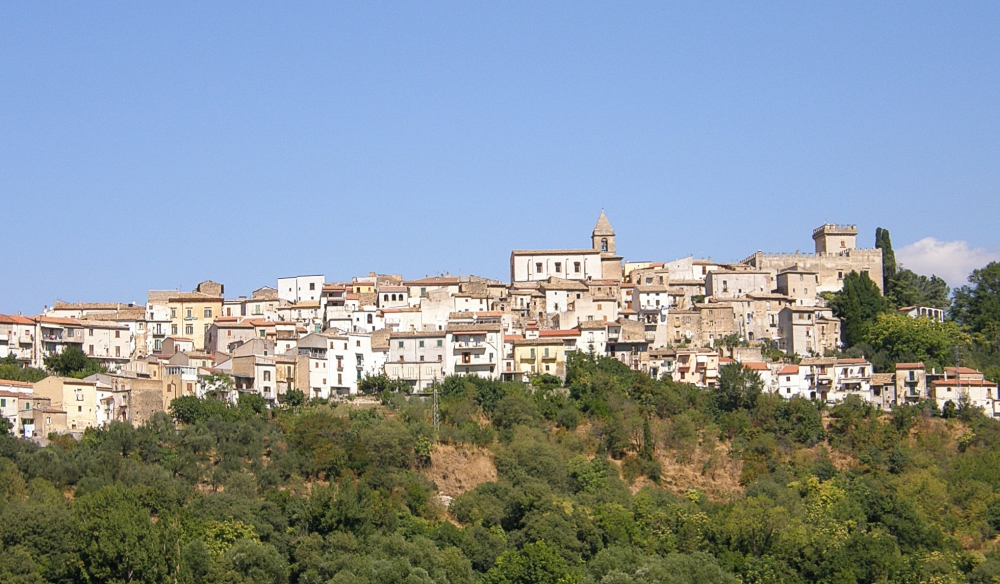
Überblick über Bussi sul Tirino: Rechts der Burgturm

Die erste Erwähnung der Burg ist nicht sicher, aber vermutlich ließ sie D’Angiò im 12. Jahrhundert bauen in Verbindung mit der Anwesenheit der Mönche von San Benedetto in Perillis, den Bewahrern der Kirche Santa Maria di Cartignano, bauen. Eine Burg muss aber schon vorher existiert haben, da diese im Jahre 1092 in einer Stiftung von Todes wegen auftauchte, die ein gewisser Ugo del fu Giliberto von fränkischem Ursprung verfügte und die das Kloster San Benedetto in Perillis an die Diözese Valva zusammen mit all ihren Besitzungen, darunter ausgewiesen auch einige Güter im Castello von Bussi sul Tirino, abgab. Das Gebäude sah wie eine normannische Burg aus und wurde dann über die Jahrhunderte von aufeinander folgenden Besitzern nach und nach verändert. Die Burg gehörte tatsächlich den Grafen Cantelmo von Popoli, als die Familie auch das Lehen von Bussi sul Tirino vollständig nutzen konnte. Im 16. Jahrhundert fiel die Burg an die Grafen Pietropaoli von Navelli und danach an die Familie De Medici. Die nachfolgenden Ereignisse bis zur zweiten Hälfte des 18. Jahrhunderts sind nicht bekannt, als die Adelsfamilie der heutigen Eigentümer, die von den Baronen De Sanctis aus Rocca Casale abstammen, in Besitz der wesentlichen Gebäude der Immobilie gelangten, jedoch ohne die äußere Einfriedung, die in die Stadt integriert war.
Im 18. Jahrhundert war die Burg als eine er reichsten und besterhaltenen in der Region bekannt. Grund dafür war der Umbau und die komplette Restaurierung, die Orazio de Sanctis in der ersten Hälfte dieses Jahrhunderts durchführen ließ. Sie beinhaltete den Neubau des Turms, der nach vorhergehenden strukturellen Manipulationen und zerstörerischen Ereignissen bis zur militärischen Besetzung der Immobilie durch die Deutschen im Zweiten Weltkrieg teilweise eingestürzt war.

## Beschreibung
Das Gebäude hat einen rechteckigen Grundriss mit einem eleganten Innenhof. Das herausstechende Element ist der große, rechteckige Turm mit Zinnen auf dem Dach (die Zinnen sind teilweise falsch) und geschmückt mit Konsolen. Die Hauptfassade ist für einen Adelspalast sehr einfach, ebenso wie die anderen Seiten der Burg.
Innen präsentieren sich die Schlafgemächer und Zimmer im Originalzustand mit zeitgenössischen Gemälden, die Anfang des Jahrhunderts nach den genannten Zerstörungen weitgehend wieder hergestellt wurden.